# Phygadeuon sapporoensis
Phygadeuon sapporoensis là một loài tò vò trong họ Ichneumonidae.